# Catarhoe multilinea
Catarhoe multilinea är en fjärilsart som beskrevs av George Francis Hampson 1891. Catarhoe multilinea ingår i släktet Catarhoe och familjen mätare. Inga underarter finns listade i Catalogue of Life.